# Championnat du Chili de rugby à XV 2023
 (septembre 2023).
Navigation
Championnat 2022 Championnat 2024
Le Championnat du Chili de rugby à XV 2023 appelé Primera Nacional ou Top 10 2023, oppose les dix meilleures équipes chiliennes de rugby à XV. Il débute le 17 mars 2023, et se termine par une finale le 2 septembre 2023. 

## Les clubs de l'édition 2023
Les dix équipes qui participent au Top 10 sont :		
| Viña del Mar : · Sporting · Old Macks Old Johns Viña del Mar Santiago |

| COBS Universidad Católica Stade Français Alumni Old Reds Old Boys PWCC |

| Équipe               | Stade                                       | Ville               |
| -------------------- | ------------------------------------------- | ------------------- |
| Alumni               | Club Deportivo Alumni                       | Lo Barnechea        |
| COBS                 | Colegio Craighouse                          | Lo Barnechea        |
| Old Boys             | Old Grangonian Club                         | Chicureo            |
| Old Johns            | Fundo el Venado                             | San Pedro de la Paz |
| Old Macks            | Colegio Mackay                              | Viña del Mar        |
| Old Reds             | Old Grangonian Club                         | Chicureo            |
| PWCC                 | Prince of Wales Country Club                | La Reina            |
| Sporting RC          | Sporting Club                               | Viña del Mar        |
| Stade Français       | Club Deportivo Stade Francais               | Las Condes          |
| Universidad Católica | Estadio de rugby de San Carlos de Apoquindo | Las Condes          |

## Format de la compétition
Les clubs s'affrontent en phase aller-retour. Les quatre premiers sont qualifiés pour les phases finales, disputées en un match sec.

## Premier tour
| Rang | Club                 | J  | V  | N | D  | Pm  | Pe  | Diff | Pts |
| ---- | -------------------- | -- | -- | - | -- | --- | --- | ---- | --- |
| 1    | COBS                 | 18 | 15 | 0 | 3  | 708 | 317 | +391 | 73  |
| 2    | Universidad Católica | 18 | 12 | 2 | 4  | 651 | 487 | +164 | 70  |
| 3    | Old Boys             | 18 | 12 | 1 | 5  | 542 | 425 | +117 | 62  |
| 4    | Sporting             | 18 | 11 | 1 | 6  | 457 | 528 | -71  | 54  |
| 5    | Old Macks            | 18 | 8  | 2 | 8  | 519 | 517 | +2   | 48  |
| 6    | Stade Français       | 18 | 9  | 0 | 9  | 487 | 595 | -108 | 47  |
| 7    | Old Johns            | 18 | 7  | 2 | 9  | 494 | 547 | -53  | 46  |
| 8    | Alumni               | 18 | 4  | 1 | 13 | 370 | 558 | -188 | 30  |
| 9    | Old Reds             | 18 | 4  | 1 | 13 | 490 | 587 | -97  | 24  |
| 10   | PWCC                 | 18 | 3  | 0 | 15 | 376 | 533 | -157 | 24  |

|  | Qualifiés pour les phases finales (no 1, no 2, no 3, no 4). |
|  | Relégué en deuxième division (no 10).                       |

## Phases finales
|  | Demi-finales         | Demi-finales |      |    | Finale           | Finale           |
|  | Demi-finales         | Demi-finales |      |    | Finale           | Finale           |
|  |                      |              |      |    |                  |                  |
|  | 26 août 2023         | 26 août 2023 |      |    | 2 septembre 2023 | 2 septembre 2023 |
|  | 26 août 2023         | 26 août 2023 |      |    | 2 septembre 2023 | 2 septembre 2023 |
|  | COBS                 | 57           |      |    | 2 septembre 2023 | 2 septembre 2023 |
|  | COBS                 | 57           |      |    | 2 septembre 2023 | 2 septembre 2023 |
|  | Sporting             | 17           |      |    | 2 septembre 2023 | 2 septembre 2023 |
|  | Sporting             | 17           | COBS | 29 |                  |                  |
|  | 26 août 2023         |              | COBS | 29 |                  |                  |
|  |                      | Old Boys     | 23   |    |                  |                  |
|  | Universidad Católica | Old Boys     | 23   | 7  |                  |                  |
|  | Universidad Católica |              |      | 7  |                  |                  |
|  | Old Boys             | 45           |      |    |                  |                  |
|  | Old Boys             | 45           |      |    |                  |                  |

### Résultats détaillés

#### Finale
| 2 septembre 2023 18h45 | COBS | 29 - 23 (16 - 6) | Old Boys | Old Grangonian Club, Chicureo Arbitre : Ariel Orellana |
| 2 septembre 2023 18h45 | Essai(s) : 2 Triviño (32e), Escobedo (42e) Transformation(s) : 2 Salas 2 (32e, 44e) Pénalité(s) : 5 Salas 5 (6e, 15e, 27e, 55e, 65e) Carton(s) jaune(s) : 1 Gonzalez (79e) | Rapport          | Essai(s) : 2 Yañez (47e), Valech (77e) Transformation(s) : 2 Castro (48e, 78e) Pénalité(s) : 3 Castro (19e, 23e, 57e) Carton(s) jaune(s) : 2 Ljubetic (54e), Edwards (64e) | Old Grangonian Club, Chicureo Arbitre : Ariel Orellana |
| 2 septembre 2023 18h45 | | Rapport          | | Old Grangonian Club, Chicureo Arbitre : Ariel Orellana |

| Titulaires · Lucas Sandoval 15 · Tomas Contreras 14 · Martin Triviño 13 · Gonzalo Lara 12 · José Ignacio Escobedo 11 · Tomas Salas 10 · Jan Hasenlechner 9 · Ignacio Soublette 8 · Vicente Contreras 7 · Eduardo Orpis 6 · Jerónimo Thomas 5 · Nikola Bursic 4 · Jorge Araya 3 · Manuel Gurruchaga 2 · Sebastián Otero 1 · Remplaçants · Andrés Vial 16 · Felipe Beltrán 17 · Joaquin Carrasco 18 · Ignacio Alvarez 19 · Sebastian Gonzalez 20 · Sebastián Bianchi 21 · Martin De Oto 22 · Martin Dumay 23 · |  | Titulaires · 15 Manuel Bustamante · 14 Agustin Planella · 13 Alvaro Castro · 12 Pastor Melo · 11 Ian Otersen · 10 Tomas Alvarado · 9 Benjamín Goñi · 8 Mauro Saez · 7 Juan Fischer · 6 Carlos Fiedler · 5 Mario Mayol · 4 Nicolas Yañez · 3 Nicolas Ovalle · 2 Lucas Haddad · 1 Sebastian Valech · Remplaçants · 16 Matias Litvak · 17 Benjamin Palma · 18 Gaspar Haddad · 19 Gabriel Ljubetic · 20 Santiago Edwards · 21 Kiran Sargent · 22 Benjamín de Vidts · 23 Julio Blanc · |